# 朴成華
朴 成華（パク・ソンファ、박성화、1955年5月7日 - ）は、韓国・蔚山広域市出身の元サッカー選手、サッカー指導者。元韓国代表

## 来歴
高麗大学校卒業後、1978年に浦項製鉄に加入する。兵役を経て1983年からはハレルヤFCに所属し、Kリーグ初年度となった1983年シーズンにはチームはリーグ優勝、彼はリーグMVPに輝いた。浦項製鉄に復帰した1987年にも2度目のリーグ優勝を経験する。1987年シーズンを最後に現役を退いた。
韓国代表としては、107試合に出場して26得点（または88試合25得点）を記録した。
引退後は指導者に転じ、1993年に油公コッキリで初めてプロチームの監督を務める。1996年から2000年まで率いた浦項スティーラースでは、1996年FAカップ優勝、1997年と1998年のアジアクラブ選手権連覇に導いた。
2001年から2005年までU-20韓国代表の監督を務め、2002年と2004年にAFCユース選手権を連覇した。また2003年からはウンベルト・コエリョの下で韓国A代表のアシスタントコーチも務め、同監督が辞任したあとの2004年4月から6月にかけて暫定監督にもなった。2007年7月に釜山アイパーク監督に就任するが、1ヶ月と経たずに同職を辞任してオリンピック韓国代表の監督となった。オリンピック韓国代表はアジア予選を突破し、2008年の北京オリンピック本大会でも指揮を取った。大連実徳、サッカーミャンマー代表、慶南FCの監督やコーチを歴任。

## タイトル

### 選手
ハレルヤFC
- Kリーグ：1983

浦項製鉄アトムズ
- Kリーグ：1986

個人タイトル
- Kリーグ年間最優秀選手：1983
- Kリーグベストイレブン：1983、1984

### 指導者
油公コッキリ
- アディダスカップ：1994

浦項スティーラース
- FAカップ：1996
- アジアクラブ選手権：1997、1998

U-20韓国代表
- AFCユース選手権：2002、2004